# Linq (groupe)
LinQ (リンク, Rinku)

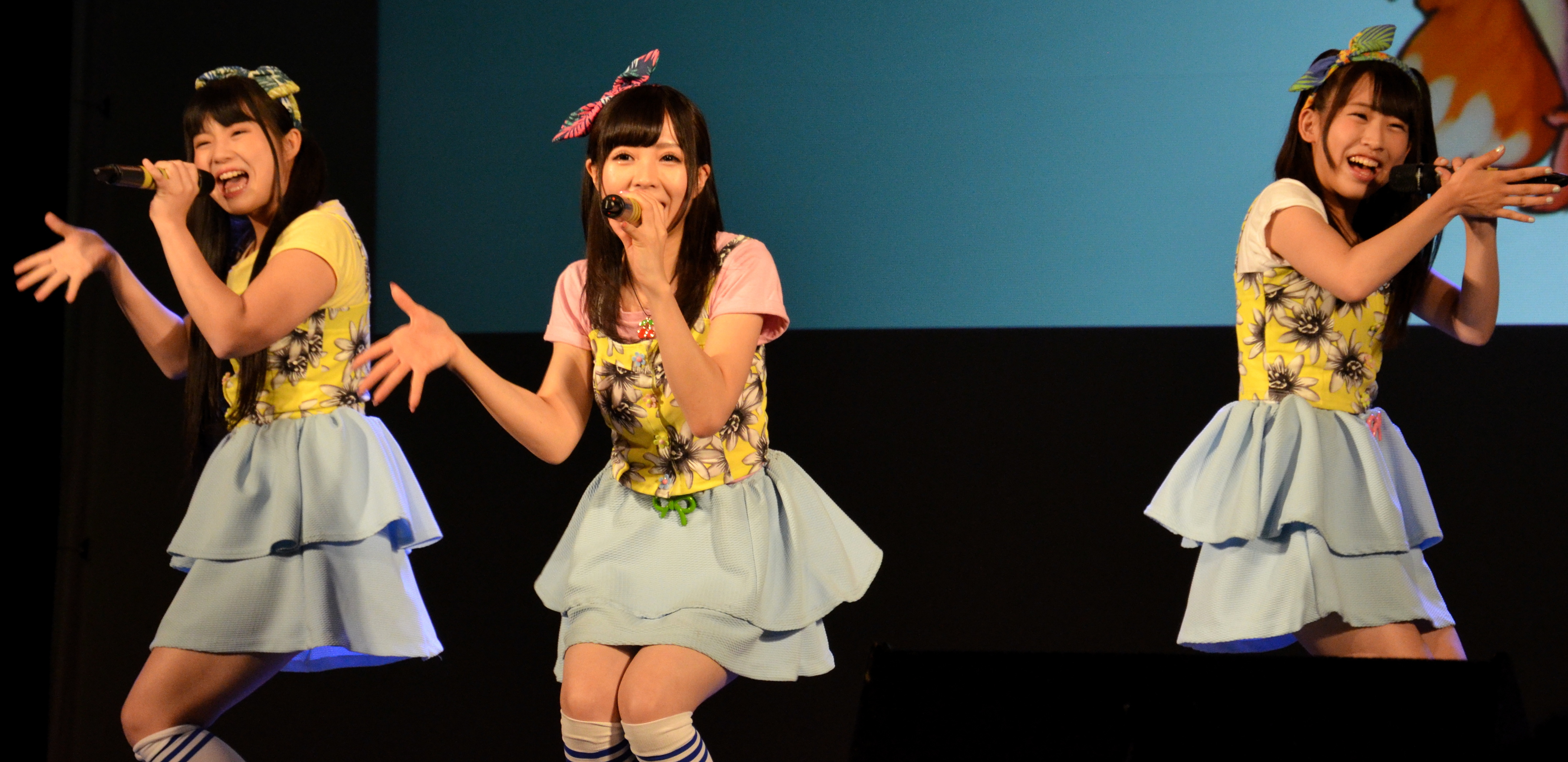
Image d'une prestation en direct du groupe LinQ

est un groupe d'idoles japonaises formé en avril 2011 à Fukuoka et actuellement composé de plus de onze membres étant répartis en deux équipes : Lady et Qty.

## Historique

### 2011: Débuts en indépendant chezT-Palette
Le groupe est originaire de Fukuoka sur l'île de Kyūshū. Le nom du groupe, LinQ, vient de l’expression « Love in Kyushu ».
La première leader et membre de la 1re génération Asami Uehara est un ancien membre des HR (Hakata Reboot).
Les membres Yūna Nagami et Mirei Takiuchi sont les premiers à quitter le groupe en avril 2011, mois de la formation du groupe. De nombreux membres intègrent le groupe et d'autres le quittent d'avril à octobre 2011 ; ces membres seront bien après désignés en tant que membre d'une génération précise du groupe.
Le groupe fait ses débuts avec le single Hajimemashite en juin 2011 mais ce dernier ne figurera dans aucun classement.
Le groupe rejoint le label d'idoles indépendant T-Palette Records en novembre suivant.

### 2012-2013:Love in Qushu ~LinQ Dai 1 Gakushō~et débuts en major chezWarner Music
Le groupe réalise son premier album Love in Qushu ~LinQ Dai 1 Gakushō~ en avril 2012 et se classe 37e du classement hebdomadaire des ventes de l'Oricon.
Plusieurs membres quittent le groupe pour annulation de contrat entre avril et août 2012.
Le premier livre de photos du groupe LinQ 1st official book ~Matomemashite~ (～マ・ト・メ・マシテ～) est publié en août.
L'émission du groupe LinQ♥LinK est diffusée sur internet sur le site de TV Asahi chaque mercredi à partir de septembre 2012.
Un film documentaire LinQ Zero (リンク・ゼロ) est sorti en avril 2013. Il suit l’histoire du groupe d'idoles depuis le lancement des premières auditions en janvier 2011 jusqu'au concert de lancement du groupe le 17 avril 2011.
Un des membres, Ami Himesaki, joue dans la pièce de théâtre Shinigami Hime no Saikon (死神姫の再婚) en mars 2013. Il s’agit d’une adaptation du manga du même nom. Elle y interprète le rôle du personnage Alicia.
Le groupe quitte le label T-Palette Records au début de 2013 et est passé en major chez le label Warner Music Japan avec le single Chime ga Owareba sorti le 17 avril de la même année, jour du deuxième anniversaire du groupe..
En mai 2013, un des membres, Chisei Fukase, a chanté avec le groupe de hip-hop Lyrical School sur une chanson de leur single Parade.
Les membres Aya Maikawa et Maki Itō joue dans le film Ada (讐~ADA~) sorti en juillet 2013 aux côtés des groupes d'idoles sous contrat avec T-Palette Records tels que Up Up Girls (Kari), Vanilla Beans, Caramel Ribbon et Lyrical School,.
En novembre 2013, il est annoncé que Rikako Gotō et Izumi Fukuhara seront diplômées du groupe au début d'avril 2014 : Rikako Gotō a décidé de quitter le groupe afin de chercher du travail et Izumi Fukuhara est contrainte d’arrêter ses activités avec le groupe pour se consacrer à ses études.
Le sous-groupe SRAM est formé en novembre 2013. Il est composé de Sara, Rou, Aya, Myu, Lady K ; ces dernières interprètent des chansons au style rock.

### 2014:Awake ~LinQ Dai 2 Gakushō~
Ami Himesaki annonce en décembre suivant faire ses débuts en solo en tant que Vocaloid Idol sous le nom amihime au printemps 2014 sous T-Palette Records,.
Le groupe sort son deuxième album Awake ~LinQ Dai 2 Gakushō~ en mars 2014.
En août 2014, les jeunes idoles participent à une campagne de prévention du locomotive syndrome. Elles pratiquent des exercices physiques sur des vidéos.
Amano Natsu anime l'émission de radio "LinQ no « wa »" (LinQの『わ』) sur Tokyo FM depuis août 2014. Elle réalise l'interview d'un invité spécial chaque semaine en compagnie d'autres membres.
Le single Wessai!! Gassai!!, sorti en septembre 2014, est produit en collaboration avec les Dempagumi.inc ; les membres de ce dernier Nemu Yumemi et Risa Aizawa ont réalisé respectivement la musique vidéo et le design des costumes.
Toujours durant l'été 2014, cinq membres du groupe (Natsu Amano, Yuumi Takaki, Asaka Sakai, Ayano Yamaki et Sakura Araki) participent à un clip vidéo pour promouvoir le don de moelle osseuse, accompagnées des groupes d'idoles Vanilla Beans, Negicco et Babyraids sous le nom de Team Daijinatokoro (TEAMダイジナトコロ).
Aya Maikawa sort son 1er DVD My♥Kawa en octobre 2014.
Maki Itō participent au concours Miss iD 2015.

### 2015:Frontier ~LinQ Dai 3 Gakushō~
L'année suivante, Ami Himesaki a débuté en tant qu'actrice de doublage sur la série d'anime et de jeux vidéo RPG Venus Project en mars 2015. En avril suivant, Yumi Takaki, Ayano Yamaki, Ayaka Oba, Chisei Fukase, Sakura Araki et Asaka Sakai sont apparues en tant que livreuses de pizza dans une publicité pour Pizza Cooc.
La musique vidéo de leur 6e single en major Hare Hare☆Parade (sorti le même mois) est filmée vers un endroit populaire spécialisé pour les mariages et construit sur une île artificielle dans la ville de Fukuoka.
De nouveaux membres, Maina Kohinata et Kotone Iwamoto, rejoignent LinQ en mai 2015 ; il s'agit d'anciens membres du groupe BudLab.
Yuumi Takaki, Asaka Sakai, Ami Himesaki, Ayano Yamaki et Maki Itō participent à Connect Japan 2015 à Bangkok, en Thaïlande, en mai 2015.
Le contrat de Marina Mizuno est rompu par l'agence de management en mai 2015 sans motif dévoilé,. Un mauvais comportement est évoqué.
MYU apparaît dans une publicité pour le Fukuoka City Human Rights Education Center (福岡市人権啓発) en juin 2015.
Ami Himesaki se produit en tant qu'actrice de doublage dans l'anime Kurayama Santa (暗闇三太) en juillet 2015.
Saki Kimura et Narumi Yuji obtiennent leur diplôme et quittent le groupe en juillet 2015, elles ont effectué leur dernier concert avec le groupe le 12 juillet.
Le groupe prête son image au centre de loisirs Uminonakamichi Sunshine Pool (海の中道サンシャインプール) au cours de l'été 2015.
Les membres Chiaki Yoshikawa, Ami Himesaki et Sakura Araki participent au festival d'été japonais de Toronto Matsuri au Canada en juillet 2015.
Le groupe se produit en ouverture du match international de rugby entre le Japon et l’Uruguay au stade de Fukuoka en août 2015.
Le premier photobook de Sakura Araki intitulé Sakura Days a été publié en octobre 2015.
En décembre suivant, Maki Itō fait une apparition dans le clip vidéo de Heisei Shibō Yugi (平成死亡遊戯) d'Urbangarde.
Le 30 décembre, Kurumi Matsumura annonce vouloir quitter LinQ au printemps de l'année suivante

### Depuis 2016: Départs successifs et nouveau contrat avecAvex Group
En janvier 2016, Yumi Takaki joué dans la pièce Kami-sama Hajimemashite The Musical 2016 (神様はじめました The Musical♪2016) ; ses camarades Mayu Kishida, Chiaki Yoshikawa, Sakura Araki et Kokoro Araki ont participé à l’une des représentations en tant qu'invitées.
En février 2016, les membres de LinQ ont participé, en tant que célébrités locales, à la cérémonie d'ouverture de la Fête de Setsubun (節分大祭) au temple Tōchō-ji et aux sanctuaires Kushida et Sumiyoshi de Fukuoka ; cet événement annuel commémore le dernier jour de l'hiver, et donc l'arrivée du printemps selon l'ancien calendrier lunaire.
Aya Maikawa a travaillé en tant que créatrice de mode pour l'événement Fukuoka Asia Collection 2016 Spring – Summer (福岡アジアコレクション).
Le 10 février, il est annoncé qu'un nouveau membre mai Hishino a rejoint LinQ comme membre de la 7e génération en février 2016,.
Les membres Sakura Akari, Asaka Sakai, Ayaka Oba, Kana Fukuyama, Yumi Takaki, Natsu Amano, Chisei Fukase, Maki Itō et Naoko Hara jouent les rôles principaux dans le film Minna Suitouto (みんな好いとうと♪) qui sortira en mars 2016 au Japon.
Début mars, deux nouvelles membres sont annoncées : Rana Kaizuki et Kaede Seto. Elles sont toutes deux issues du groupe d'apprentis BudLab.
Le 6 mars, Chisei Fukase et Miku Ichinose annoncent qu'elles quitteront le groupe au printemps. Comme les deux filles vont avoir 30 ans, et elles ont décidé de quitter le groupe en juin ; elles poursuivront néanmoins leurs activités en solo dans l'industrie du divertissement en restant sous contrat avec l'agence Job Net.
Le 14e single de LinQ, Furusato Japon sort en septembre 2016 sous le label Avex Music Creative Inc. du célèbre label japaonais Avex Group ; la chanson principale Furusato Japon a été utilisé comme chanson thème de fin de l'anime Yokai Watch et thème de la Nintendo 3DS.
Le 19 novembre 2016, au cours d'un live au Tenjin Best Hall de Fukuoka, Yusa Sigimoto annonce quitter le groupe le 22 février 2017, soit le même jour que la sortie du prochain single du groupe Makenaizo ; Sugimoto, âgée de presque 25 ans, a expliqué qu'elle était active depuis 5 ans, et qu'elle souhaitait désormais passer le relais à la nouvelle génération,.
Le 5 février 2017, ce sont les membres Fūko Shiira et Aya Maikawa qui annoncent leur prochain départ du groupe en mars suivant ; Shiira souhaite se consacrer à ses études et Maikawa va déménager en Chine pour effectuer d'autres activités artistiques.
Le 19 mars, le départ d'Alice Akiyama est annoncé ; elle doit suivre des examens médicaux. Son départ a lieu le 23 mars suivant

## Membres

### Membres
| Prénom et nom         | Nom en japonais | Génération | Remarques                                |
| --------------------- | --------------- | ---------- | ---------------------------------------- |
| Sara Chiaki Yoshikawa | 吉川千愛        | 1re        | ex-Qty promue en mars 2014               |
| Rana Kaizuki          | 海月らな        | 7e         | Ex-membre de BudLab ; joint en mars 2016 |

| Prénom et nom | Nom en japonais | Génération | Remarques          |
| ------------- | --------------- | ---------- | ------------------ |
| Asaka Sakai   | 坂井朝香        | 1re        |                    |
| Sakura Araki  | 新木さくら      | 5e         |                    |
| Manami Sakura | 桜愛美          | 1re        |                    |
| Yūmi Takaki   | 高木悠未        | 1re        |                    |
| Kana Fukuyama | 福山果奈        | 2e         |                    |
| MYU           | MYU             | 5e         |                    |
| Chisa Ando    |                 | 8e         | Joint en août 2017 |

| Prénom et nom  | Nom en japonais | Génération | Remarques                                                   |
| -------------- | --------------- | ---------- | ----------------------------------------------------------- |
| Maina Kohinata | 小日向舞菜      | 6e         | Ex-Lady seulement ; ex-membre de BudLab ; Joint en mai 2015 |
| Ayano Yamaki   | 山木彩乃        | 2e         | ex-Lady seulement                                           |

### Ex-membres
| Prénom et nom    | Nom en japonais | Génération | Ex-équipe | Remarques |
| ---------------- | --------------- | ---------- | --------- | --- |
| Yūna Nagami      | 永未結菜        | 1re        | Qty       | Quitte le groupe en avril 2011                                                                                                 |
| Mirei Takiuchi   | 瀧内美麗        | 1re        |           | Quitte le groupe en avril 2011                                                                                                 |
| Keiko Takemura   | 武村佳子        | 1re        | Lady      | Quitte le groupe en juin 2011                                                                                                  |
| Rika Fujii       | 藤井利香        | 1re        | Lady      | Quitte le groupe en juin 2011                                                                                                  |
| Ayaka Fukudome   | 福留あやか      | 1re        |           | Licenciée en juin 2011 |
| Keiko Okuda      | 奥田敬子        | 1re        | Lady      | Diplômée en juillet 2011 |
| Saki Hanon       | 波音咲          | 1re        | Lady      | Licenciée en août 2011 |
| Ayane Kirishima  | 桐島綾音        | 1re        | Qty       | Diplômée en août 2011 |
| Riho Arima       | 有馬梨帆        | 1re        | Qty       | Diplômée en août 2011 |
| Emiri Minakami   | 水上笑里        | 1re        | Lady      | Retirée en octobre 2011, actuellement membre du groupe KRD8 sous le nom de Emiri Misumi                                        |
| Angela Akiyama   | 秋山あんじぇら  | 1re        | Lady      | Motif de départ inconnu, petite sœur d'Alice Akiyama                                                                           |
| Sayaka Hattori   | 服部さやか      | 1re        | Lady      | Diplômée en février 2012 |
| Saaya Yoshino    | 好野紗亜也      | 1re        | Qty       | Contrat annulé en avril 2012, actuellement membre du groupe Fantarhyme                                                         |
| Atsuki Yasukawa  | 安川蒼月        | 2e         |           | Contrat annulé en avril 2012                                                                                                   |
| Maako Ikeda      | 池田真亜子      | 1re        | Qty       | Contrat annulé en juin 2012 |
| Nichika Tsuru    | 鶴二慶          | 2e         |           | Contrat annulé en août 2012 |
| Yui Okumura      | 奥村ゆい        | 1re        | Lady      | Renonce en septembre 2012 |
| Asami Uehara     | 上原あさみ      | 1re        | Lady      | Ex-leader ; Diplômée en février 2013 ; Ex-membre de HR (Hakata Reboot) ; Actuellement[Quand ?] productrice adjointe du groupe. |
| Rena Serisawa    | 芹澤怜奈        | 1re        | Qty       | Contrat annulé en février 2013                                                                                                 |
| Yurina Sakuraba  | 桜庭ゆりな      | 2e         | Qty       | Contrat non renouvelé en octobre 2013                                                                                          |
| Rikako Gotō      | 後藤梨佳子      | 4e         | Lady      | Diplômée en mars 2014, pour chercher un emploi                                                                                 |
| Izumi Fukuhara   | 福原和泉        | 5e         | Qty       | Diplômée en mars 2014, pour se concentrer sur ses études                                                                       |
| Moe Mizuki       | 瑞稀もえ        | 2e         | Qty       | Contrat annulé en juin 2014 |
| Haruna Shirosaki | 城崎はるな      | 1re        | Qty       | Diplômée le 7 décembre 2014 |
| Marina Mizuno    | 水野真里菜      | 4e         | Qty       | Contrat annulé en mai 2015 |
| Saki Kimura      | 木村早希        | 2e         | Lady      | Diplômée en juillet 2015 |
| Narumi Yuji      | 由地成美        | 2e         | Lady      | Diplômée en juillet 2015 |
| Mao Kitayama     | 北山真緒        | 2e         | Qty       | Contrat annulé en février 2016                                                                                                 |
| Miku Ichinose    | 一ノ瀬みく      | 1re        | Lady      | Diplômée en juin 2016 |
| Chisei Fukase    | 深瀬智聖        | 1re        | Lady      | Diplômée en juin 2016 |
| Kurumi Matsumura | 松村くるみ      | 1re        | Lady      | Diplômée en juin 2016 |
| Yusa Sugimoto    | 杉本ゆさ        | 1re        | Qty       | Diplômée en février 2017 ; Fille de l'ancien joueur professionnel de baseball Tadashi Sugimoto                                 |
| Alice Akiyama    | 秋山ありす      | 1re        | Lady      | Ex-sub-leader, diplômée en mars 2017                                                                                           |
| Aya Maikawa      | 舞川あや        | 3e         | Lady      | Diplômée en mars 2017 ; Actrice dans le film Ada                                                                               |
| Fūko Shiira      | 志良ふう子      | 2e         | Qty       | Diplômée en mars 2017 |
| Natsu Amano      | 天野なつ        | 1re        | Lady      | Ex-leader |
| Mayu Kishida     | 岸田麻佑        | 1re        | Lady      | |
| Naoko Hara       | 原直子          | 1re        | Lady      | |
| Ami Himesaki     | 姫崎愛未        | 1re        | Qty       | Chanteuse en solo (vocaloid)                                                                                                   |
| Maki Itō         | 伊藤麻希        | 2e         | Qty       | Actrice dans le film Ada |
| Kotone Iwamoto   | 岩本琴音        | 6e         | Qty       | Ex-membre de BudLab ; Joint en mai 2015                                                                                        |
| Mai Hishino      | 星野 真依       | 7e         | Qty       | Joint en février 2016 |
| Cocoro Araki     | 新木こころ      | 5e         | Qty       | |
| Mei Ōishi        | 大石芽依        | 1re        | Qty       | |
| Mayu Momosaki    | 桃咲まゆ        | 1re        | Lady      | ex-Qty promue en mars 2014 |
| Ayaka Ōba        | 大庭彩歌        | 2e         | Lady      | |
| Kaede Seto       | 瀬戸楓          | 7e         | Lady      | Ex-membre de BudLab ; joint en mars 2016                                                                                       |

## Discographie

### Albums
| 1  | Love in Qushu ~LinQ Dai 1 Gakushō~ (Love in Qushu 〜LinQ 第一楽章〜) | - Sortie le : 18 avril 2012 - Label : T-Palette Records - Format : CD / téléchargement numérique                           | 37 |
| 2  | Awake ~LinQ Dai 2 Gakushō~ (AWAKE～LinQ第二楽章～)                   | - Sortie le : 26 mars 2014 - Label : Warner Music Japan - Format : CD / CD+DVD / téléchargement numérique                  | 64 |
| 3  | Frontier ~LinQ Dai 3 Gakushō~ (FRONTIER～LinQ 第三楽章～)            | - Sortie le : 25 novembre 2015 - Label : Warner Music Japan - Format : CD / CD+DVD / CD+Blu-ray / téléchargement numérique | 57 |
| 4  | Bali Uma! LinQooking (バリうま!LinQooking)                           | - Sortie le : 30 janvier 2019 - Label : LinQ Records - Format : CD / téléchargement numérique                              |    |
| EP |                                                                      | |    |
| 1  | anytime                                                              | - Sortie le : 13 novembre 2019 - Label : T-Palette Records - Format : CD / CD+Photobook / téléchargement numérique         |    |

### Singles
| Oricon               |    |                                                                 |                                                     |                   |    |                                      |
| Singles indépendants |    |                                                                 |                                                     |                   |    |                                      |
| 2011                 | 1  | Hajimemashite                                                   | ハジメマシテ                                        | 26 juin 2011      | -  | Love in Qushu ~LinQ Daiichi Gakushō~ |
| 2011                 | 2  | Calorie Nante                                                   | カロリーなんて                                      | 9 novembre 2011   | 22 | Love in Qushu ~LinQ Daiichi Gakushō~ |
| 2012                 | 3  | Sakura Kajitsu / Sakura Monogatari                              | さくら果実 / Sakura物語                             | 29 février 2012   | 15 | Love in Qushu ~LinQ Daiichi Gakushō~ |
| 2012                 | 4  | Shiawase no Energy / Matsuri no Yoru ~Kimi wo Suki ni Natta Hi~ | シアワセのエナジー / 祭りの夜～君を好きになった日～ | 18 juillet 2012   | 6  | Awake ~LinQ Dai 2 Gakushō~           |
| 2013                 | 5  | Chiku-Taku / Going my Way!                                      | Chiku-Taku / ゴーイング マイ ウェイ！               | 30 janvier 2013   | 5  | Awake ~LinQ Dai 2 Gakushō~           |
| Singles majors       |    |                                                                 |                                                     |                   |    |                                      |
| 2013                 | 6  | Chime ga Owareba                                                | チャイムが終われば                                  | 17 avril 2013     | 3  | Awake ~LinQ Dai 2 Gakushō~           |
| 2013                 | 7  | Hanabi!!                                                        | HANABI!!                                            | 7 août 2013       | 12 | Awake ~LinQ Dai 2 Gakushō~           |
| 2014                 | 8  | Colorful Days                                                   | カラフルデイズ                                      | 22 janvier 2014   | 2  | Awake ~LinQ Dai 2 Gakushō~           |
| 2014                 | 9  | Natsu Koi                                                       | ナツコイ                                            | 30 juillet 2014   | 8  | Frontier ~LinQ Dai 3 Gakushō~        |
| 2014                 | 10 | Wessai!! Gassai!!                                               | ウェッサイ!!ガッサイ!!                              | 24 septembre 2014 | 6  | Frontier ~LinQ Dai 3 Gakushō~        |
| 2015                 | 11 | Hare Hare☆Parade                                                | ハレハレ☆パレード                                   | 29 avril 2015     | 8  | Frontier ~LinQ Dai 3 Gakushō~        |
| 2015                 | 12 | LinQuest ~Yagate Densetsu e...                                  | LinQuest～やがて伝説へ・・・                        | 9 septembre 2015  | 8  | Frontier ~LinQ Dai 3 Gakushō~        |
| 2016                 | 13 | Supreme                                                         | Supreme                                             | 23 mars 2016      | 6  | TBA                                  |
| 2016                 | 14 | Furusato Japon                                                  | ふるさとジャポン                                    | 28 septembre 2016 | 13 | TBA                                  |
| 2017                 | 15 | Makenaizo                                                       | 負けないぞ                                          | 22 février 2017   | 8  | TBA                                  |
| 2017                 | 16 | Treasure                                                        | トレジャー                                          | 3 mai 2017        |    | TBA                                  |
| 2018                 | 17 | Aa Jōnetsu no Banbaraya / Shitsuren Photograph                  | ああ情熱のバンバラヤー/失恋フォトグラフ             | 31 janvier 2018   |    | TBA                                  |
| 2019                 | 18 | Susume! Shōnen Shōjo                                            | 進め!少年少女                                       | 30 janvier 2019   |    | TBA                                  |